# Vernis-épargne
 (septembre 2018).
Si vous disposez d'ouvrages ou d'articles de référence ou si vous connaissez des sites web de qualité traitant du thème abordé ici, merci de compléter l'article en donnant les références utiles à sa vérifiabilité et en les liant à la section « Notes et références ».

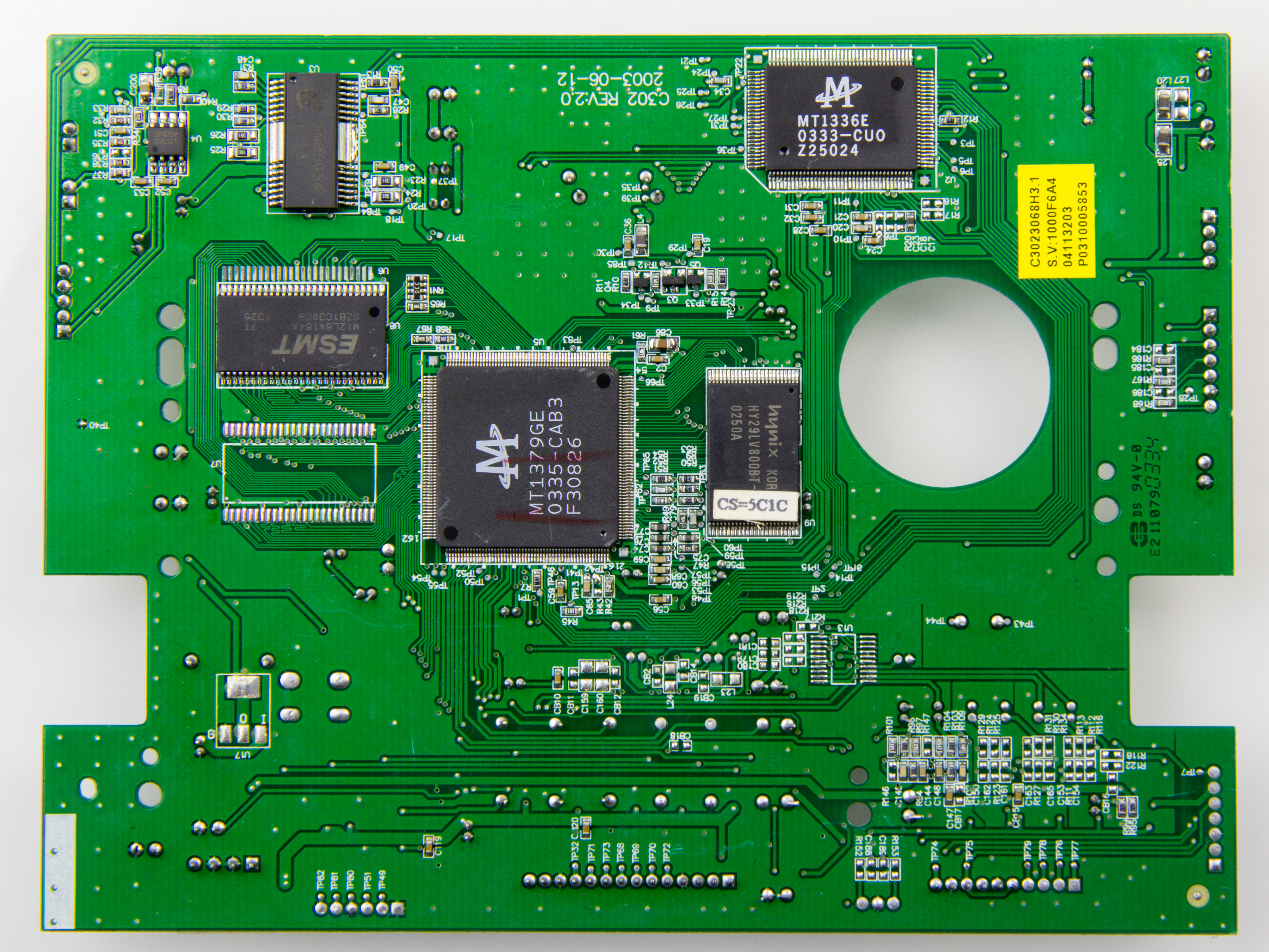
Le dépôt de couleur verte sur cette carte est le vernis-épargne.

Le masque de soudure (ou épargne de soudage ; plus rigoureusement : masque de brasage ou épargne de brasage) ou vernis-épargne est une fine couche de polymère semblable à une laque qui est généralement appliquée sur les pistes de cuivre d'une carte de circuit imprimé pour la protéger de l'oxydation et empêcher la formation de ponts de soudure. Le masque de soudure est traditionnellement vert mais il est maintenant disponible dans de nombreuses couleurs (noir, bleu, rouge, jaune, blanc...).
Dans l'automatisation de la conception électronique, le masque de soudure est traité comme une couche du circuit imprimé et est décrit dans un fichier Gerber comme toute autre couche.